# Peter Lindgren
Peter Lindgren (6 de marzo de 1973) es un guitarrista sueco que formó parte de la banda de death metal progresivo Opeth desde 1991 hasta 2007, cuando fue sustituido por Fredrik Åkesson en una despedida amigable, según declaraciones suyas y de Mikael Åkerfeldt. Sus solos pueden escucharse en "When" de My Arms, Your Hearse, "Beneath the Mire" de Ghost Reveries y "Deliverance" del álbum homónimo.
Según un comunicado suyo publicado después de su marcha de Opeth, Lindgren no podía aguantar las largas giras a las que se veía sometido como miembro del grupo sueco.

## Discografía
- Orchid (1995)
- Morningrise (1996)
- My Arms, Your Hearse (1998)
- Still Life (1999)
- Blackwater Park (2001)
- Deliverance (2002)
- Damnation (2003)
- Ghost Reveries (2005)